# Khrew
Khrew is een stad en “notified area” in het district Pulwama van het Indiase unieterritorium Jammu en Kasjmir.

## Demografie
Volgens de Indiase volkstelling van 2001 wonen er 7.208 mensen in Khrew, waarvan 51% mannelijk en 49% vrouwelijk is. De plaats heeft een alfabetiseringsgraad van 51%.